# Râul Sârb
Râul Sârb este un curs de apă, afluent al râului Siret. 